# Makruk

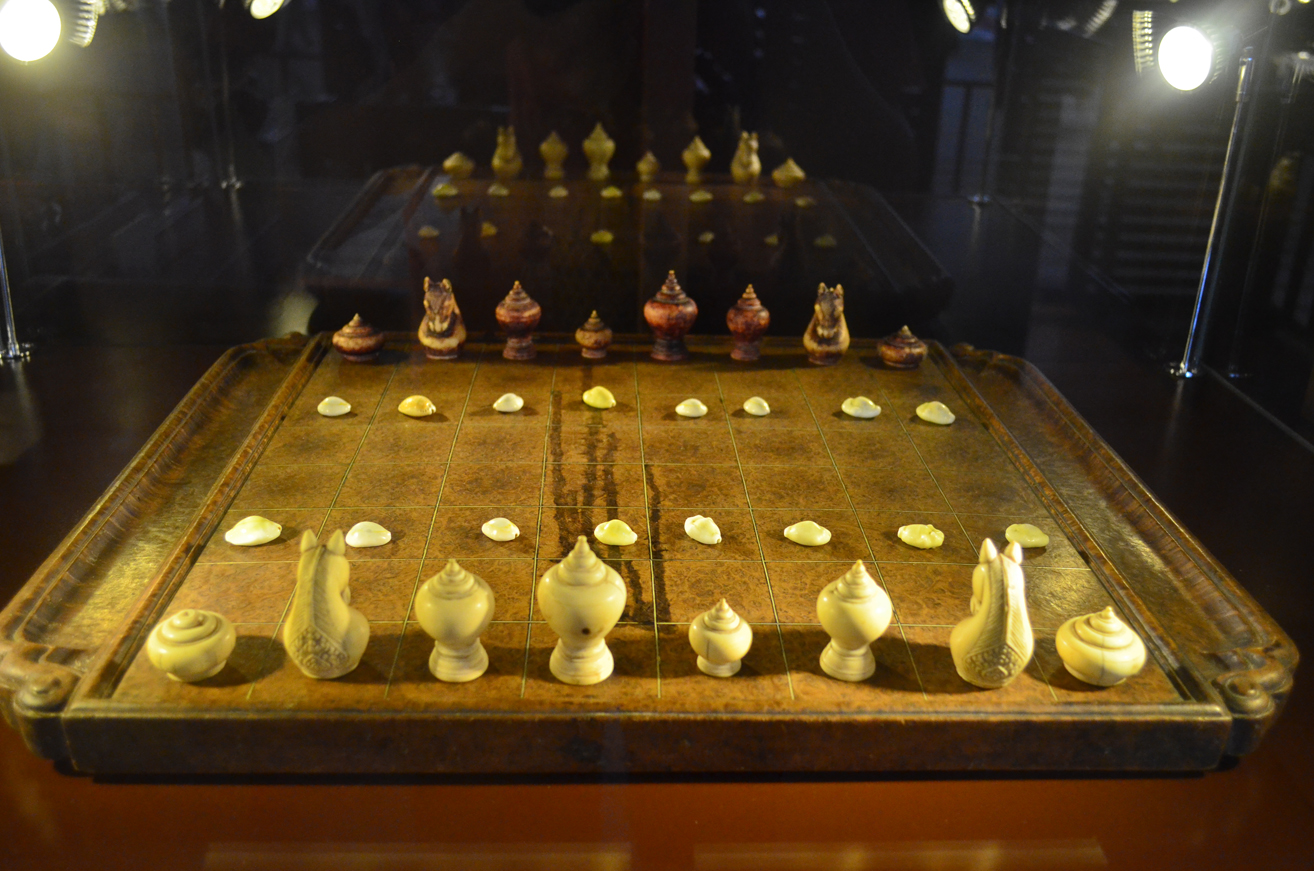
Makruk

Il Makruk (thailandese: หมากรุก màkrúk) è un gioco da tavolo derivato dal gioco indiano chaturanga del VI secolo o da una sua variante, e perciò legato agli scacchi. Tra i giochi ancora praticati è considerato quello più simile a questo antenato degli scacchi.
Il Makruk è diffuso in Thailandia e in Cambogia. In questi paesi il gioco è più popolare degli scacchi. Ci sono circa due milioni di thailandesi che sanno giocare a Makruk, dei quali circa 5000 giocano anche a scacchi.

## Origini
Nel 1350 d.C. il re Ramadhibodi I, conosciuto come il re U-Uhong, salì al potere e stabilì la sua capitale ad Ayudtaya e fu durante questo periodo che il makruk poteva essere apparso per la prima volta come gioco nella corte reale di Siam; ma anche il popolo aveva imparato a giocare il makruk, cosi le persone avevano trovato un modo interessante per passare il tempo dopo la raccolta del riso.

## I pezzi
Come negli scacchi classici, il makruk ha un totale di 32 pezzi (16 per ogni giocatore).

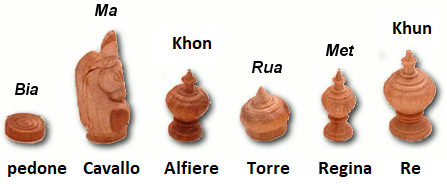

## Movimenti

### Pedone
- Il Pedone si muove e cattura come il Pedone degli scacchi internazionali, ma non può muoversi mai di due passi (quindi non esiste la cosiddetta "presa en passant"). Se un Pedone raggiunge la sesta traversa viene promosso a Regina.

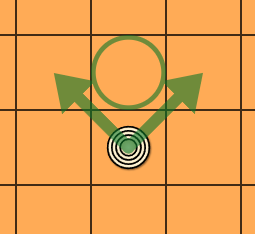

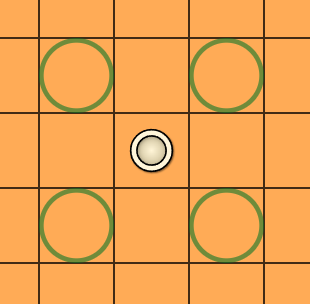

Pedone promosso

### Regina
- La Regina si muove di una sola casella in diagonale (o in avanti o indietro).

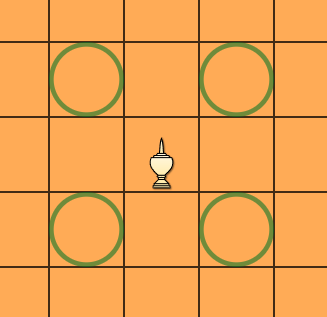

### Alfiere
- L'Alfiere (chiamato โคน khon o thon, nobiluomo[3] o maschera[4]) si muove di un passo in qualsiasi direzione diagonale o un passo in avanti.

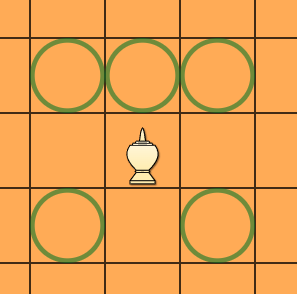

### Cavallo
- Il Cavallo (chiamato ม้า ma) si muove come il Cavallo degli scacchi.

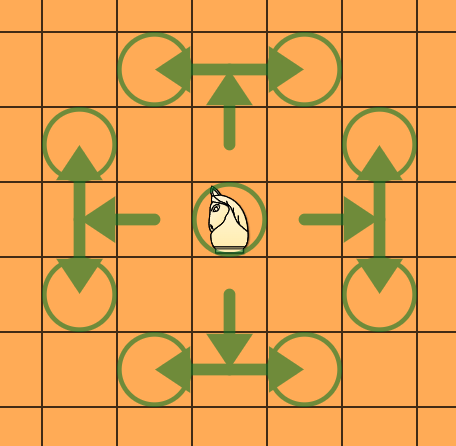

### Torre
- La Torre (chiamata เรือ rua, Imbarcazione) si muove come la Torre degli scacchi.

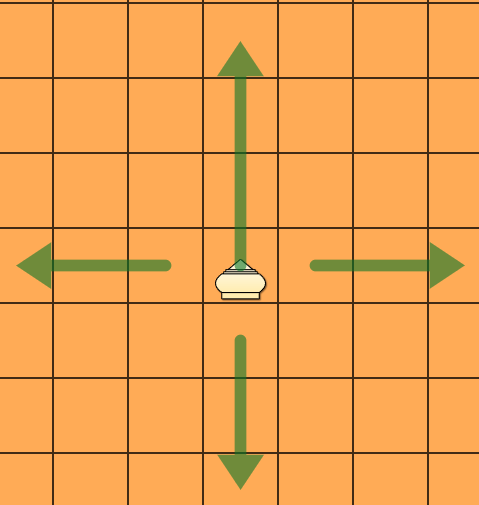

### Re
- Il Re (chiamato ขุน khun, significa un signore feudale o un titolo del più basso rango dell'antica nobiltà tailandese) si muove come il Re degli scacchi.

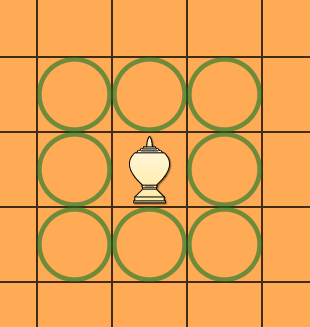

### Scacchiera
Si gioca su una scacchiera 8×8 che, a differenza di quella dove si gioca a scacchi, non contiene caselle chiare e scure. I pezzi vanno posizionati all'interno delle caselle (esattamente come negli scacchi), e non nelle intersezioni del reticolo, le scacchiere classiche sono un po' più allungate nei fianchi per il fatto che hanno uno spazio per mettere i pezzi che sono stati mangiati nella partita, hanno la stessa funzione che i komadai utilizzati nello shōgi.

### Posizione iniziale dei pezzi
La posizione iniziale è identica a quella degli scacchi, ci sono solo due differenze:
- Gli 8 Pedoni sono disposti sulla terza traversa (per il Bianco) e sulla sesta traversa (per il Nero).
- Re e Regina sono disposti al centro della prima traversa, con il Re alla sinistra del giocatore. In questo modo i due Re si trovano inizialmente su colonne diverse (sulla colonna "d" il Re Bianco e sulla colonna "e" il Re Nero).[5]

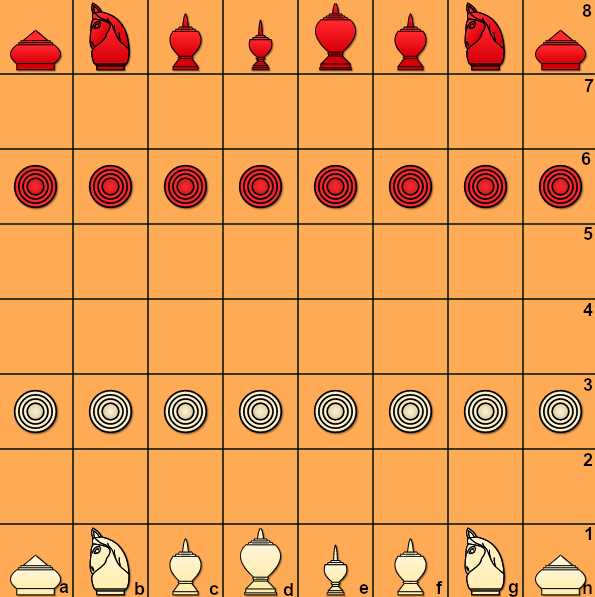

### Regole di cattura e scopo del gioco
La cattura dei pezzi avviene sostituendo - nella casella dove si trovava il pezzo catturato - il pezzo che ha effettuato la cattura (esattamente come negli scacchi). La partita ha termine con lo "scacco matto", ovvero quando uno dei due Re è attaccato (cioè è sotto "scacco") e non può sottrarsi alla cattura. Il giocatore che dà scacco matto al Re avversario vince la partita (esattamente come negli scacchi). Se il Re non è sotto scacco e qualsiasi mossa disponibile lo porrebbe in presa, si dice che è "stallo", e la partita termina in parità ("patta"), proprio come negli scacchi internazionali. A differenza degli scacchi, nel Makruk non esiste la possibilità di arroccare.